# 零ファイター撃墜戦記
『零ファイター撃墜戦記』（れいファイターげきついせんき）はグローバル・A・エンタテインメントよりニンテンドー ゲームキューブ用ゲームソフトとして発売されたフライト・シューティングゲーム。開発はマリオネット。2003年3月6日発売。
プレイヤーは航空機を操り、太平洋戦争中の有名な作戦や出来事を題材とした、計15のミッションをプレイすることができる。
ミッションの結果次第で、全33種の機体が使用可能となる。
また、このソフトはPlayStation 2用ソフト『零式艦上戦闘記』として移植されタイトーより発売された（ミッション、機体数は若干増えている）。